# Zombieland: Rundă dublă
Zombieland: Rundă dublă (în engleză Zombieland: Double Tap) este un film postapocaliptic de comedie de zombi regizat de Ruben Fleischer după un scenariu de Rhett Reese, Paul Wernick și David Callaham. O continuare a filmului Zombieland (2009), în rolurile principale au interpretat actorii  Woody Harrelson, Jesse Eisenberg, Abigail Breslin și Emma Stone care și-au reprimit rolurile din primul film, alături de noii membri ai distribuției, Rosario Dawson, Zoey Deutch, Avan Jogia, Luke Wilson și Thomas Middleditch. 
A fost produs de studiourile Columbia Pictures, 2.0 Entertainment și Pariah și a avut premiera la 18 octombrie 2019 în SUA, fiind distribuit de Sony Pictures Releasing. Coloana sonoră a fost compusă de David Sardy. 
Cheltuielile de producție s-au ridicat la 45 de milioane de dolari americani și a avut încasări de 122,8 de milioane de dolari americani.

## Distribuție
Au interpretat actorii:
- Woody Harrelson - Tallahassee
- Jesse Eisenberg - Columbus
- Emma Stone - Wichita
- Abigail Breslin - Little Rock
- Rosario Dawson - Nevada
- Zoey Deutch - Madison
- Luke Wilson - Albuquerque
- Avan Jogia - Berkeley
- Thomas Middleditch - Flagstaff